# Oxalis argyrophylla
Oxalis argyrophylla är en harsyreväxtart som beskrevs av Salter. Oxalis argyrophylla ingår i släktet oxalisar, och familjen harsyreväxter. Inga underarter finns listade i Catalogue of Life.